# Haldipur
Haldipur är en ort i Indien.   Den ligger i distriktet Uttar Kannada och delstaten Karnataka, i den sydvästra delen av landet, 1 600 km söder om huvudstaden New Delhi. Haldipur ligger 12 meter över havet och antalet invånare är 10 132.
Terrängen runt Haldipur är huvudsakligen platt, men österut är den kuperad. Havet är nära Haldipur västerut. Runt Haldipur är det tätbefolkat, med 257 invånare per kvadratkilometer. Närmaste större samhälle är Kumta, 9,6 km norr om Haldipur.